# Вулиця Петра Калнишевського (Київ)
Ву́лиця Петра́ Калнише́вського — вулиця  в Оболонському районі міста Києва, житловий масив Мінський. Пролягає від Полярної вулиці до вулиці Юрія Кондратюка.

## Історія
Вулиця запроєктована в 1960-ті роки під назвою Нова № 3. 
З 1970 року мала назву вулиця Михайла Майорова, на честь радянського партійного і державного діяча Михайла Майорова.
Сучасна назва на честь кошового отамана Запорізької Січі Петра Калнишевського — з 2016 року.

## Установи та заклади
- № 2 — ТЦ «Полярний».
- № 2а — Преображенська церква.
- № 3а — середня загальноосвітня школа № 29.
- Київська міська клінічна лікарня інтенсивного лікування № 8 (фактично по вулиці Калнишевського, проте має адресу по вулиці Юрія Кондратюка).